# آب‌انبار مرندیز
آب‌انبار مرندیز مربوط به دوره قاجار است و در شهرستان بجستان، ۳ کیلومتری شمال روستای مرندیز واقع شده و این اثر در تاریخ ۱۶ اسفند ۱۳۸۴ با شمارهٔ ثبت ۱۴۳۳۹ به‌عنوان یکی از آثار ملی ایران به ثبت رسیده‌است.